# Coniques circonscrites et inscrites à un triangle
En géométrie du triangle, une conique circonscrite est une conique passant par les trois sommets du triangle et une conique inscrite est une conique tangente aux côtés, éventuellement étendus.

## Équations
On note a = BC, b = CA, c = AB les longueurs des côtés d'un triangle ABC.
En coordonnées trilinéaires relativement au triangle ABC, une conique circonscrite à ce triangle est l'ensemble des points M de coordonnées (x : y : z) vérifiant l'équation générale :
{\displaystyle uyz+vzx+wxy=0,}
pour un point de coordonnées trilinéaires (u : v : w). Le conjugué isogonal d'un point M de la conique circonscrite, distinct de A, B, C, appartient à la droite d'équation trilinéaire :
{\displaystyle ux+vy+wz=0.}
Cette droite rencontre la conique circonscrite au triangle ABC en 0, 1 ou 2 points selon la nature de la conique (ellipse, parabole ou hyperbole).
Une conique inscrite (ou tritangente), donc tangente aux trois côtés du triangle, a pour équation trilinéaire générale :
{\displaystyle u^{2}x^{2}+v^{2}y^{2}+w^{2}z^{2}-2vwyz-2wuzx-2uvxy=0.}
Le centre de la conique circonscrite ci-dessus a pour coordonnées trilinéaires :
{\displaystyle (u(-au+bv+cw):v(au-bv+cw):w(au+bv-cw))}.
Le centre de la conique inscrite ci-dessus a pour coordonnées trilinéaires :
{\displaystyle (cv+bw:aw+cu:bu+av)}.

## Coniques circonscrites

### Ellipses circonscrites

#### Ellipse circonscrite de Steiner

Un triangle et ses ellipses de Steiner inscrite (en rouge) et circonscrite (en vert).

L'ellipse circonscrite de Steiner d'un triangle est l'ellipse passant par les trois sommets du triangle et de centre le centre de gravité du triangle. Elle correspond à l'ellipse inscrite de Steiner du triangle anticomplémentaire.
Pour un triangle donné, elle est l'ellipse circonscrite d'aire minimale, et son aire est proportionnelle à celle du triangle :
{\displaystyle {\mathcal {A}}_{\textrm {ellipse}}={\frac {\pi {\sqrt {3}}}{9}}{\mathcal {A}}_{\textrm {triangle}}.}

### Hyperboles circonscrites équilatères
Le théorème de Brianchon-Poncelet établit qu'une hyperbole circonscrite à un triangle est équilatère si et seulement si elle passe également par l'orthocentre du triangle, et dans ce cas, son centre est sur le cercle d'Euler; on parle parfois de faisceau de Poncelet en parlant de l'ensemble des hyperboles circonscrites au triangle passant par l'orthocentre,.

#### Hyperbole de Kiepert

Hyperbole de Kiepert et ses asymptotes

L'hyperbole de Kiepert d'un triangle est la courbe contenant tous les points de Lemoine du triangle. Elle passe par son centre de gravité.

#### Hyperbole de Feuerbach

Hyperbole de Feuerbach

L'hyperbole de Feuerbach d'un triangle est l'hyperbole passant par les trois sommets du triangle et dont le centre de symétrie est le point de Feuerbach du triangle. Elle passe par ses points de Nagel et de Gergonne.

#### Hyperbole de Jeřábek

Hyperbole de Jeřábek d'un triangle

L'hyperbole de Jeřábek d'un triangle est le conjugué isogonal de la droite d'Euler du triangle.
Elle passe par le centre du cercle circonscrit, l'orthocentre, le point symédian et le point de Kosnita du triangle.
Elle porte le nom de Václav Jeřábek (en).

## Coniques inscrites
Brianchon a établi que les coniques inscrites dans un triangle sont telles que les céviennes des points de contact sont concourantes en un point appelé depuis point de Brianchon (c'est un cas dégénéré du théorème de Brianchon).
Ce point est encore l'isotomique du point « complémentaire » du centre de la conique.
Poncelet a établi que les foyers de la conique inscrite sont isogonaux. On peut ainsi construire la conique tri-tangente à partir de la seule donnée du centre ou du point de Brianchon ou d'un foyer.

### Ellipses inscrites

#### Ellipse de Steiner

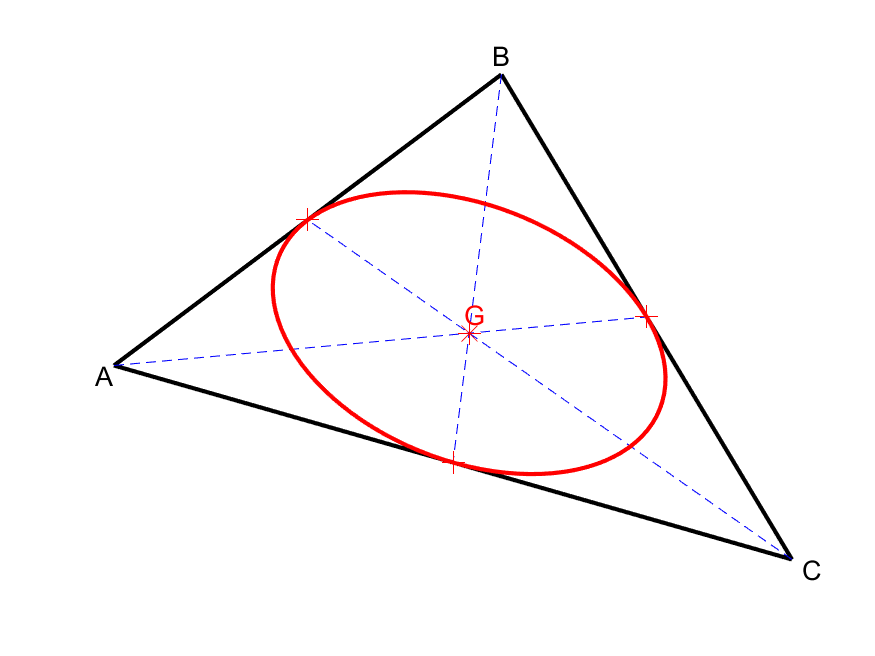
Une ellipse de Steiner est inscrite dans le triangle.

L'ellipse de Steiner d'un triangle est l'unique ellipse tangente à chacun des côtés en leur milieu. De toutes les ellipses inscrites, l'ellipse de Steiner est celle d'aire maximale.
Le centre de gravité du triangle de référence est à la fois le centre et le point de Brianchon de l'ellipse de Steiner.
L'ellipse de Steiner d'un triangle est l'ellipse circonscrite de Steiner de son triangle médian.

#### Ellipse de Mandart

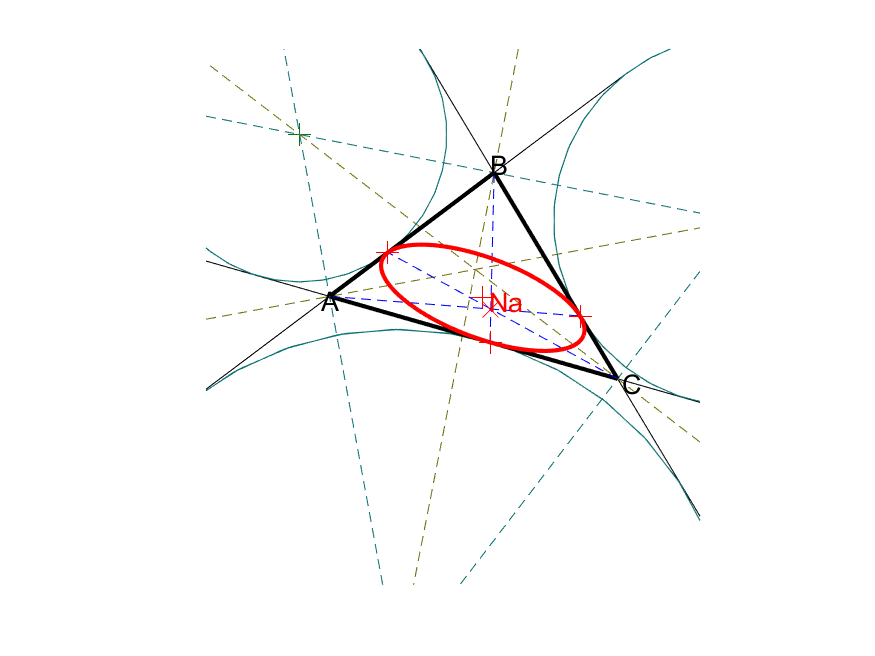
L'ellipse de Mandart (en rouge), touche le triangle (en noir) aux points de contact des cercles exinscrits (en gris).

L'ellipse de Mandart d'un triangle est l'unique ellipse tangente à chacun des côtés aux points de contact des cercles exinscrits (les sommets du triangle de Nagel) ; son point de Brianchon est donc le point de Nagel du triangle. Elle porte le nom de H. Mandart, qui l'a étudiée dans deux articles de la fin du XIXe siècle,,.
Le centre de l'ellipse de Mandart est le mittenpunkt du triangle.

#### Ellipse de Brocard

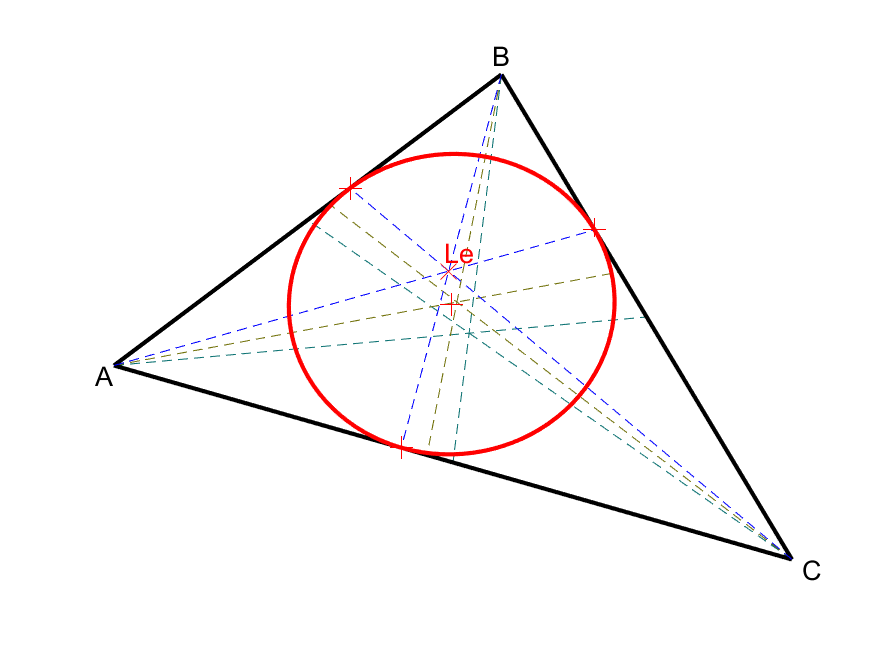
L'ellipse de Brocard.

L'ellipse de Brocard d'un triangle est l'unique ellipse tangente à chacun des côtés aux sommets de son triangle symédian (le triangle formé par les points d'intersection des côtés et des symédianes du triangle).
Ses foyers sont les points de Brocard du triangle, son centre est donc au point milieu de Brocard. Son point de Brianchon est le point de Lemoine.

#### Ellipse de Lemoine

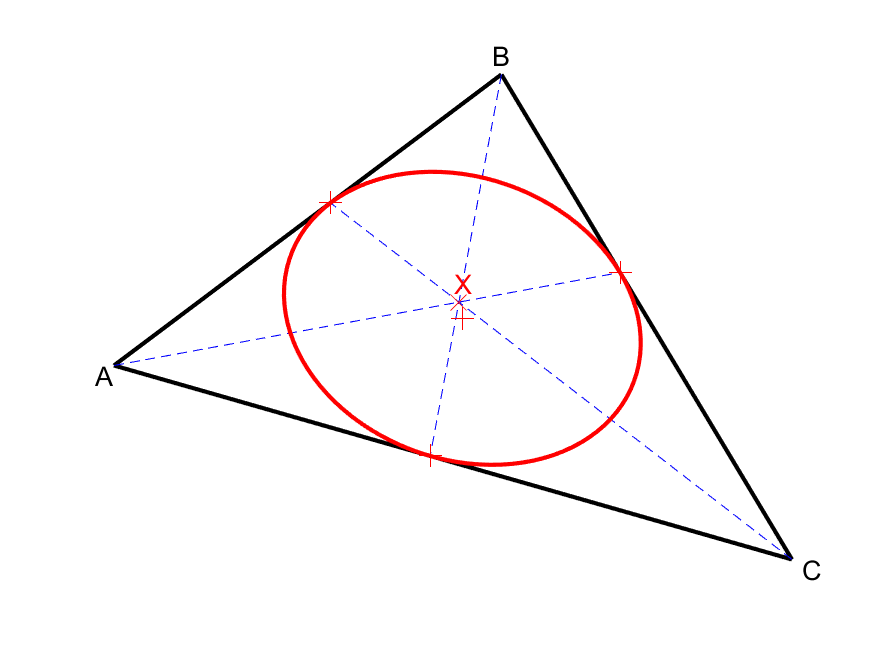
L'ellipse de Lemoine.

L'ellipse de Lemoine d'un triangle est l'unique ellipse tangente dont les foyers sont le centre de gravité du triangle et son point de Lemoine. Son point de Brianchon est donc le point milieu entre ces deux points.

### Paraboles inscrites
Une conique inscrite au triangle est une parabole si et seulement si
{\displaystyle {\frac {x}{a}}+{\frac {y}{b}}+{\frac {z}{c}}=0.}
Son foyer a alors pour coordonnées trilinéaires a/x2 : b/y2 : c/z2 et appartient au cercle circonscrit au triangle de référence, tandis que l'orthocentre est sur la droite directrice. Formellement, la parabole sera alors exinscrite (elle est tangente aux prolongements de deux des côtés du triangle), cependant, on parle tout de même de parabole inscrite.

#### Paraboles tritangentes

Parabole tritangente par rapport à un triangle ABC.

Du triangle ABC, on considère un point F de son cercle circonscrit, distinct de A, B et C. Alors la parabole de foyer F et de directrice la droite de Steiner de F est tangente aux trois côtés (étendus) du triangle.

#### Parabole de Kiepert
À partir du triangle ABC, on construit trois triangles isocèles semblables A'BC, B'CA et C'AB. Les triangles ABC et A'B'C' sont homologiques par rapport à une droite. La parabole de Kiepert du triangle est l'enveloppe des axes des homologies. La directrice de la parabole est la droite d'Euler du triangle. Son foyer est le point X(110) dans la nomenclature de Kimberling (qui correspond au point de Feuerbach du triangle tangentiel au triangle de base) ; ce point étant sur le cercle circonscrit au triangle de base, la parabole de Kiepert est bien tritangente.

#### Parabole d'Yff
La parabole d'Yff passe par les sommets du triangle d'Yff, qui est le triangle cévian de l'ellipse circonscrite de Steiner du triangle.

### Hyperboles équilatères inscrites
On connait un résultat sur les hyperboles équilatères inscrites dans le triangle : leur centre se trouve sur le cercle de Mention, cercle polaire du triangle ou cercle des hauteurs.

### Coniques variables
Selon la forme du triangle, certaines coniques de l'équation donnée peuvent changer de nature : si le triangle est acutangle, ce sera une ellipse inscrite, mais s'il est obtusangle, elle deviendra une hyperbole dont une des branches est tangente en un point de contact et la deuxième passe par les deux autres.

#### Conique orthique
La conique d'un triangle est l'unique section conique passant par les sommets de son triangle orthique (les bases des hauteurs du triangle de référence).
Son point de Brianchon est donc l'orthocentre du triangle. Son centre est au point de Lemoine.

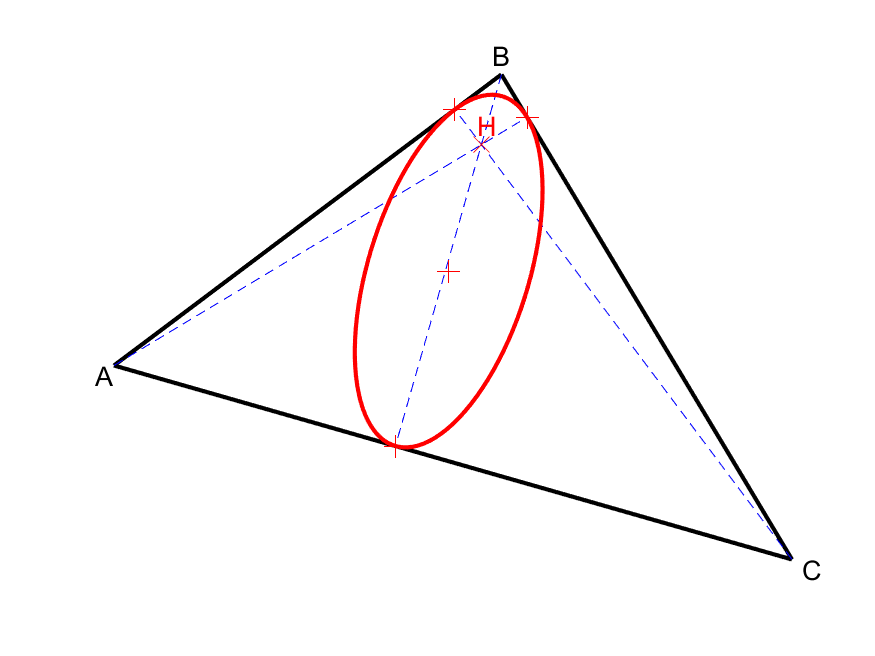
Pour un triangle acutangle, la conique orthique est une ellipse inscrite.
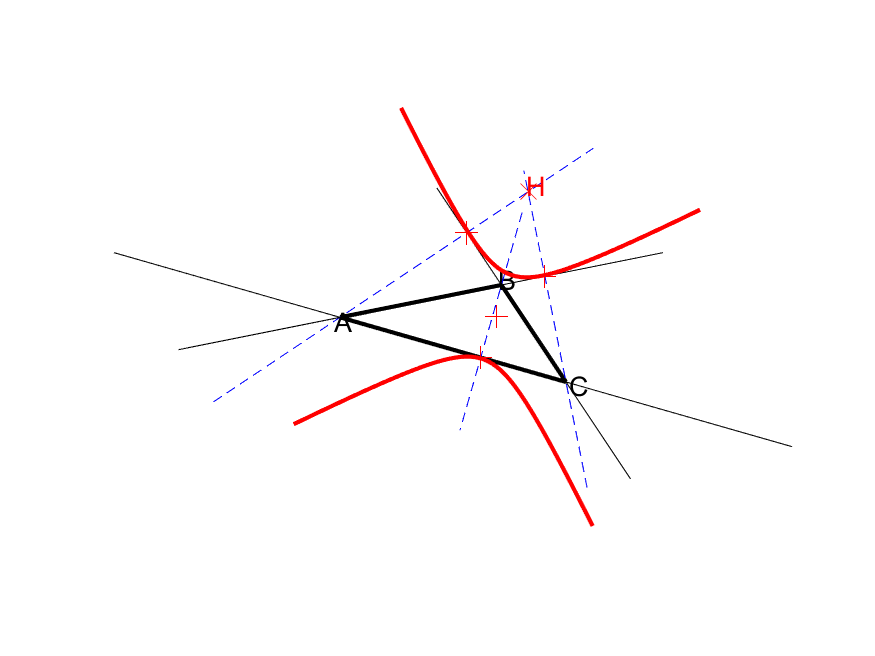
Pour un triangle obtusangle, la conique orthique est une hyperbole exinscrite.

#### Conique de MacBeath
La conique de Serret (ou de MacBeath) est la conique inscrite de foyers le centre du cercle circonscrit et l'orthocentre du triangle. Son centre est le centre du cercle d'Euler, ses foyers sont le centre du cercle circonscrit et l'orthocentre du triangle, son point de Brianchon est le conjugué isotomique du centre du cercle circonscrit. Elle a d'abord été étudiée par Paul Serret, puis plus en profondeur par Macbeath.
Pour un triangle acutangle, la conique de MacBeath est une ellipse inscrite, aussi dénommée ellipse d'Euler. Pour un triangle obtusangle, elle est une hyperbole exinscrite.

Cas du triangle acutangle.
Cas du triangle obtusangle.